# Stigmatopteris heterophlebia
Stigmatopteris heterophlebia är en träjonväxtart som först beskrevs av Bak., och fick sitt nu gällande namn av Robbin C. Moran. Stigmatopteris heterophlebia ingår i släktet Stigmatopteris och familjen Dryopteridaceae. Inga underarter finns listade.